# Ternovoi
Ternovoi (en rus: Терновой) és un poble (un khútor) de l'óblast de Rostov, a Rússia, segons el cens del 2010 tenia 143 habitants, pertany al municipi de Kurganni.